# Tyler Perry's Young Dylan
Tyler Perry's Young Dylan es una serie de televisión de comedia estadounidense creada por Tyler Perry que se estrenó en Nickelodeon el 29 de febrero de 2020. La serie está protagonizada por Dylan Gilmer, Celina Smith, Hero Hunter, Mieko Hillman, Aloma Wright y Carl Anthony Payne II. La serie finalizó el 30 de abril de 2025 con un total de 5 temporadas y 85 episodios.

## Argumento
Young Dylan es un aspirante a artista de hip-hop. Cuando su madre no vuelve a casa un día, su abuela Viola lo muda con su tío Myles y su tía Yasmine para tener figuras parentales en su vida. Su estilo choca con los estilos de la familia de Myles.

## Personajes
- Dylan Gilmer como Young Dylan,[1] un aspirante a artista de hip-hop.
- Celina Smith como Rebecca,[1] la prima mayor de Dylan, la hermana mayor de Charlie, la hija de Yasmine y Myles y la nieta de Viola.
- Hero Hunter como Charlie,[1] el primo del joven Dylan que solía tener un amigo imaginario.
- Jet Miller como Bethany,[1] la mejor amiga de Rebecca, quien es el interés amoroso de Dylan.
- Mieko Hillman como Yasmine,[1] la tía de Dylan, la madre de Charlie y Rebecca, la esposa de Myles y la nuera de Viola.
- Aloma Wright como Viola,[1] la abuela de Dylan, Charlie y Rebecca, la madre de Myles y la suegra de Yasmine.
- Carl Anthony Payne II como Myles Wilson,[1] tío de Dylan, padre de Rebecca y Charlie, esposo de Yasmine e hijo de Viola.

## Episodios
| Temporada | Temporada | Episodios | Estados Unidos          | Estados Unidos         | Latinoamérica                            | Latinoamérica                                      | España                  | España                  |
| Temporada | Temporada | Episodios | Comienzo                | Final                  | Comienzo                                 | Final                                              | Comienzo                | Final                   |
| --------- | --------- | --------- | ----------------------- | ---------------------- | ---------------------------------------- | -------------------------------------------------- | ----------------------- | ----------------------- |
|           | 1         | 14        | 29 de febrero de 2020   | 3 de octubre de 2020   | 5 de diciembre de 2020                   | 6 de marzo de 2021                                 | 7 de diciembre de 2020  | 24 de diciembre de 2020 |
|           | 2         | 20        | 12 de junio de 2021     | 9 de diciembre de 2021 | 4 de septiembre de 2021                  | 25 de febrero de 2022                              | 15 de noviembre de 2021 | 22 de diciembre de 2022 |
|           | 3         | 19        | 19 de junio de 2022     | 13 de abril de 2023    | 18 de septiembre de 2022                 | : 15 de junio de 2023: 16 de junio de 2023         | 9 de enero de 2023      | 15 de enero de 2024     |
|           | 4         | 19        | 6 de septiembre de 2023 | 10 de enero de 2024    | : 1 de junio de 2023: 2 de junio de 2023 | : 21 de diciembre de 2024: 24 de diciembre de 2024 | 28 de junio de 2023     | 21 de diciembre de 2024 |
|           | 5         | 13        | 18 de diciembre de 2024 | 30 de abril de 2025    |                                          |                                                    |                         |                         |

### Temporada 1 (2020)
| No. serie | No. temp. | Título                                       | Fecha de estreno original | Fecha de estreno en Latinoamérica | Fecha de estreno en España | Cod. Prod. | Audiencia (millones) |
| --- | --------- | -------------------------------------------- | ------------------------- | --------------------------------- | -------------------------- | ---------- | -------------------- |
| 1 | 1         | «Amigos imaginarios» «Imaginary Friends»     | 29 de febrero de 2020     | 5 de diciembre de 2020            | 7 de diciembre de 2020     | 101        | 0.63                 |
| La vida de un familia acaudalada cambia rotundamente cuando su sobrino, quien desea convertirse en una estrella de hip hop, se muda sin previo aviso.                                                                    |           |                                              |                           |                                   |                            |            |                      |
| 2 | 2         | «Inteligencia callejera» «Street Smart»      | 7 de marzo de 2020        | 12 de diciembre de 2020           | 8 de diciembre de 2020     | 103        | 0.59                 |
| El cliente famoso de Yasmine, DJ Khaled, visita la casa, una oportunidad de oro para que Dylan intente probar que sabe rapear y conseguir un contrato discográfico.                                                      |           |                                              |                           |                                   |                            |            |                      |
| 3 | 3         | «En busca del sueño» «Chasing That Dream»    | 14 de marzo de 2020       | 19 de diciembre de 2020           | 9 de diciembre de 2020     | 104        | 0.63                 |
| Dylan tiene problemas para ajustarse a las reglas de la familia Wilson, lo que genera confrontaciones con sus tíos que lo hacen sentir fuera de lugar.                                                                   |           |                                              |                           |                                   |                            |            |                      |
| 4 | 4         | «Zombis» «Plain Faces»                       | 21 de marzo de 2020       | 26 de diciembre de 2020           | 10 de diciembre de 2020    | 105        | 0.79                 |
| Dylan no quiere ir a la escuela y hace todo lo posible para evitar ir, incluso convencer a Charlie de que tampoco vaya.                                                                                                  |           |                                              |                           |                                   |                            |            |                      |
| 5 | 5         | «Las reglas» «The Enforcer»                  | 28 de marzo de 2020       | 2 de enero de 2021                | 11 de diciembre de 2020    | 106        | 0.61                 |
| Dylan comienza una protesta por tener que usar uniformes escolares. |           |                                              |                           |                                   |                            |            |                      |
| 6 | 6         | «El discurso» «Speechless»                   | 13 de junio de 2020       | 9 de enero de 2021                | 14 de diciembre de 2020    | 102        | 0.40                 |
| Los niños ayudan a Myles a planificar la gran cena de Yasmine en la casa para su jefe; Mientras Myles lucha por escribir un discurso en honor a su esposa, los niños tiran la comida preparada y planean su propio menú. |           |                                              |                           |                                   |                            |            |                      |
| 7 | 7         | «Flores» «Flowers»                           | 20 de junio de 2020       | 16 de enero de 2021               | 15 de diciembre de 2020    | 107        | 0.35                 |
| Después de no conseguir la aprobación para ir al baile de la escuela, Rebecca le dice a su cita que no puede ir porque su abuela ha muerto; la mentira conduce a una serie de malentendidos dentro de la familia.        |           |                                              |                           |                                   |                            |            |                      |
| 8 | 8         | «Fuera de control» «In Too Deep»             | 27 de junio de 2020       | 23 de enero de 2021               | 16 de diciembre de 2020    | 108        | 0.49                 |
| Cuando Myles y Yasmine descubren la verdad detrás de una mentira que se salió de control, Dylan los ayuda a planear una venganza contra Rebecca.                                                                         |           |                                              |                           |                                   |                            |            |                      |
| 9 | 9         | «Mamá, ¿puedes...?» «Mother May I»           | 11 de julio de 2020       | 30 de enero de 2021               | 17 de diciembre de 2020    | 109        | 0.37                 |
| Dylan escribe un rap serio sobre su madre, lo que hace que Myles lea su diario preocupado por él. Dylan lo descubre, desencadenando un frenesí donde cada miembro de la familia invade la privacidad del otro.           |           |                                              |                           |                                   |                            |            |                      |
| 10 | 10        | «Momento de aprendizaje» «Teachable Moments» | 18 de julio de 2020       | 6 de febrero de 2021              | 18 de diciembre de 2020    | 110        | 0.54                 |
| Rebecca recibe ciberacoso y Dylan insta a Myles a responder algunos comentarios, aunque sin saberlo, no lo hace de forma anónima y la familia debe lidiar con las repercusiones.                                         |           |                                              |                           |                                   |                            |            |                      |
| 11 | 11        | «Belleza innata» «Natural Beauty»            | 25 de julio de 2020       | 13 de febrero de 2021             | 21 de diciembre de 2020    | 111        | 0.40                 |
| Dylan intenta ayudar a Charlie con su tarea, pero su estilo poco convencional termina a prueba cuando Dylan termina en una batalla de rap contra su profesora.                                                           |           |                                              |                           |                                   |                            |            |                      |
| 12 | 12        | «Entrega especial» «Special Delivery»        | 19 de septiembre de 2020  | 20 de febrero de 2021             | 22 de diciembre de 2020    | 112        | 0.46                 |
| Rebecca está a cargo de Charlie y Dylan, pero cuando el cartero llega con un paquete de la madre de Dylan, Rebecca y él discuten sobre si pueden o no abrir la puerta.                                                   |           |                                              |                           |                                   |                            |            |                      |
| 13 | 13        | «Impresiónala con rap» «The Rap Game»        | 26 de septiembre de 2020  | 27 de febrero de 2021             | 23 de diciembre de 2020    | 113        | 0.45                 |
| La familia no tiene paz porque Dylan toca la batería día y noche, así que todos intentan convencerlo de que finalmente deje el instrumento.                                                                              |           |                                              |                           |                                   |                            |            |                      |
| 14 | 14        | «Clarividencia» «The Gift»                   | 3 de octubre de 2020      | 6 de marzo de 2021                | 24 de diciembre de 2020    | 114        | 0.40                 |
| Dylan sueña con que su madre vuelve a buscarlo y revela que no quiere irse. El sueño se vuelve real cuando Viola les avisa que la madre de Dylan volverá y que planea llevarse a Dylan a casa.                           |           |                                              |                           |                                   |                            |            |                      |

### Temporada 2 (2021)
| No. serie | No. temp. | Título                                                                          | Fecha de estreno original | Fecha de estreno en Latinoamérica | Fecha de estreno en España | Cod. Prod. | Audiencia (millones) |
| --- | --------- | ------------------------------------------------------------------------------- | ------------------------- | --------------------------------- | -------------------------- | ---------- | -------------------- |
| 15 | 1         | «Alimento para el alma» «Food for the Soul»                                     | 12 de junio de 2021       | 4 de septiembre de 2021           | 15 de noviembre de 2021    | 201        | 0.30                 |
| Dylan se prepara a regresar a Chicago con su madre, ya que considera que su lugar está al lado de ella y que debe aceptar su decisión de llevarlo a su ciudad natal.                                                                    |           |                                                                                 |                           |                                   |                            |            |                      |
| 16 | 2         | «Mi buen Charlie» «My Fair Charlie»                                             | 19 de junio de 2021       | 11 de septiembre de 2021          | 16 de noviembre de 2021    | 202        | 0.33                 |
| Yasmine está pendiente de su programa de televisión favorito, a pesar de las burlas de Myles y de Viola. Mientras tanto, Charlie se enamora de una niña de la escuela.                                                                  |           |                                                                                 |                           |                                   |                            |            |                      |
| 17 | 3         | «Historia de dos raperos» «A Tale of Two Rappers»                               | 26 de junio de 2021       | 18 de septiembre de 2021          | 17 de noviembre de 2021    | 203        | 0.38                 |
| Cuando la escuela hace una versión hip-hop de Shakespeare, Dylan toma a otro chico para el papel principal; Después de haber sido elegido como suplente, Dylan está decidido a eclipsar a su rival y hacerse con el papel por sí mismo. |           |                                                                                 |                           |                                   |                            |            |                      |
| 18 | 4         | «Los Einstein» «Einsteins»                                                      | 3 de julio de 2021        | 25 de septiembre de 2021          | 18 de noviembre de 2021    | 204        | 0.32                 |
| Booder y Rebecca son parte de un equipo que competirá en un concurso de preguntas y respuestas, pero les falta un miembro. Rebecca propone que se incorpore Dylan, quien en principio se niega.                                         |           |                                                                                 |                           |                                   |                            |            |                      |
| 19 | 5         | «¿Quién fue?» «Who Done Done It?»                                               | 10 de julio de 2021       | 2 de octubre de 2021              | 19 de noviembre de 2021    | 205        | 0.32                 |
| Dylan juega al detective después de que un jarrón caro se rompe en la casa, pero nadie admite su culpabilidad y todos son sospechosos.                                                                                                  |           |                                                                                 |                           |                                   |                            |            |                      |
| 20 | 6         | «Socios en el ritmo» «Partners in Rhyme»                                        | 17 de julio de 2021       | 6 de noviembre de 2021            | 25 de noviembre de 2021    | 209        | 0.25                 |
| Dylan participa en un concurso y produce una nueva canción que seguramente llamará la atención de todos, pero necesita un vocalista para cantar el coro.                                                                                |           |                                                                                 |                           |                                   |                            |            |                      |
| 21 | 7         | «Todo por unas tenis» «Coppin' Magnitudes»                                      | 7 de agosto de 2021       | 9 de octubre de 2021              | 22 de noviembre de 2021    | 206        | 0.36                 |
| Myles acompaña a Dylan a acampar toda una noche con la esperanza de poder aparecer en un video musical y ganar unas tenis nuevas. |           |                                                                                 |                           |                                   |                            |            |                      |
| 22 | 8         | «Atraco a la luz del día» «Oceans 11am»                                         | 14 de agosto de 2021      | 16 de octubre de 2021             | 23 de noviembre de 2021    | 207        | 0.33                 |
| Cuando un objeto de colección valioso que Charlie y Rebecca llevan a la escuela es confiscado por el director. |           |                                                                                 |                           |                                   |                            |            |                      |
| 23 | 9         | «¿Quién dijo que soy torpe?» «Cruisin' for a Bruisin»                           | 21 de agosto de 2021      | 23 de octubre de 2021             | 24 de noviembre de 2021    | 208        | 0.33                 |
| Dylan convence a Rebecca de comprar a medias un scooter. Ambos chicos quieren el scooter por sus propias razones. Dylan lo quiere para usarlo en un video musical.                                                                      |           |                                                                                 |                           |                                   |                            |            |                      |
| 24 | 10        | «Ardillas exploradoras y máscaras de algas» «Squirrel Scouts and Seaweed Masks» | 23 de septiembre de 2021  | 13 de noviembre de 2021           | 26 de noviembre de 2021    | 210        | 0.35                 |
| Atrapado accidentalmente en el garaje con Myles, Dylan pone a prueba su astucia callejera contra la astucia de los exploradores de Charlie para ver quién puede encontrar una salida.                                                   |           |                                                                                 |                           |                                   |                            |            |                      |
| 25 | 11        | «Charlie, el chico malo» «Charlie the Bad Boy»                                  | 30 de septiembre de 2021  | 7 de enero de 2022                | 14 de febrero de 2022      | 211        | 0.29                 |
| Charlie se siente tentado a cambiar su buena reputación cuando un grupo de bravucones de la escuela lo invitan a su pandilla, lo que obliga a Dylan a intentar que Charlie cambie de opinión.                                           |           |                                                                                 |                           |                                   |                            |            |                      |
| 26 | 12        | «¿Quién escapa de Alcatraz?» «Dylan and Rebecca vs. Alcatraz»                   | 7 de octubre de 2021      | 14 de enero de 2022               | 15 de febrero de 2022      | 212        | 0.26                 |
| Rebecca y Dylan, desesperados por escapar de la casa para ir al concierto de sus sueños a pesar de estar castigados, planean cómo engañar a Viola, a quien apodan "Alcatraz".                                                           |           |                                                                                 |                           |                                   |                            |            |                      |
| 27 | 13        | «Demasiadas clases» «So Many Lessons»                                           | 14 de octubre de 2021     | 21 de enero de 2022               | 16 de febrero de 2022      | 213        | —                    |
| Dylan insiste en que jugar béisbol no es otro de sus intereses pasajeros, pero cuando decide que quiere dejarlo después de solo unos días, tiene que ocultar la decisión a la familia.                                                  |           |                                                                                 |                           |                                   |                            |            |                      |
| 28 | 14        | «Escuela embrujada» «Haunted Halls»                                             | 21 de octubre de 2021     | 30 de octubre de 2021             | 31 de octubre de 2022      | 214        | —                    |
| Dylan y Charlie decoran la escuela para una fiesta de Halloween, pero descubren que el conserje aterrador tal vez esconda un secreto escalofriante.                                                                                     |           |                                                                                 |                           |                                   |                            |            |                      |
| 29 | 15        | «Dylan vs. Misterio X» «Dylan vs. Mystery X»                                    | 28 de octubre de 2021     | 28 de enero de 2022               | 17 de febrero de 2022      | 215        | —                    |
| La popularidad de Dylan se dispara cuando se involucra en una batalla de rap en internet con un rival misterioso. |           |                                                                                 |                           |                                   |                            |            |                      |
| 30 | 16        | «Enemigos de cuarto» «Bunk Hate»                                                | 4 de noviembre de 2021    | 4 de febrero de 2022              | 18 de febrero de 2022      | 216        | —                    |
| La trabajo de Rebecca para la escuela sobre animales en su hábitat natural la lleva a observar (y a veces provocar) peleas entre Dylan y Charlie.                                                                                       |           |                                                                                 |                           |                                   |                            |            |                      |
| 31 | 17        | «No quiero ser un soplón» «Snitches Get Stitches»                               | 18 de noviembre de 2021   | 11 de febrero de 2022             | 21 de febrero de 2022      | 217        | —                    |
| Culpado por la broma de un compañero de clase, Dylan debe decidir si revelar al verdadero culpable o sufrir las consecuencias por asumir la culpa.                                                                                      |           |                                                                                 |                           |                                   |                            |            |                      |
| 32 | 18        | «Sin crédito» «Taking Credit»                                                   | 25 de noviembre de 2021   | 18 de febrero de 2022             | 22 de febrero de 2022      | 218        | —                    |
| Con la esperanza de tener éxito con su último video musical, Dylan obtiene una tarjeta de crédito y comienza a pedir todo lo que necesita para grabar este video.                                                                       |           |                                                                                 |                           |                                   |                            |            |                      |
| 33 | 19        | «Esperando a Santa Claus» «Waiting for Santa»                                   | 2 de diciembre de 2021    | 18 de diciembre de 2021           | 22 de diciembre de 2022    | 220        | —                    |
| La familia intenta hacer que la primera Navidad fuera de casa de Dylan sea especial, pero exagera un poco al intentar recrear sus tradiciones favoritas.                                                                                |           |                                                                                 |                           |                                   |                            |            |                      |
| 34 | 20        | «Los sueños del rap se harán realidad» «Rap Dreams Do Come True»                | 9 de diciembre de 2021    | 25 de febrero de 2022             | 23 de febrero de 2022      | 219        | —                    |
| Dylan descubre que su nuevo maestro sustituto es una ex estrella del rap, y Dylan planea que vuelva a la cima. |           |                                                                                 |                           |                                   |                            |            |                      |

### Temporada 3 (2022-2023)
| No. serie | No. temp. | Título                                                               | Fecha de estreno original | Fecha de estreno en Latinoamérica          | Fecha de estreno en España | Cod. Prod. | Audiencia (millones) |
| --- | --------- | -------------------------------------------------------------------- | ------------------------- | ------------------------------------------ | -------------------------- | ---------- | -------------------- |
| 35 | 1         | «Día de la liberación» «Friday the Juneteenth»                       | 19 de junio de 2022       | 13 de noviembre de 2022                    | 19 de enero de 2023        | 309        | 0.26                 |
| Se acerca el desfile anual de Día de la Liberación y Dylan y Rebecca no están de acuerdo sobre el desfile de carrozas.                                                                              |           |                                                                      |                           |                                            |                            |            |                      |
| 36 | 2         | «Para atrapar al ladrón» «How to Catch a Scammer»                    | 21 de julio de 2022       | 2 de octubre de 2022                       | 11 de enero de 2023        | 303        | —                    |
| Dylan y Lay-Lay son engañados con ropa de diseñador falsa y se unen para encontrar al estafador. Charlie y Rebecca guardan un valioso reloj mientras hacen la limpieza de primavera con sus padres. |           |                                                                      |                           |                                            |                            |            |                      |
| 37 | 3         | «Dylan salta a la fama» «Dylan Blows Up»                             | 28 de julio de 2022       | 18 de septiembre de 2022                   | 9 de enero de 2023         | 301        | —                    |
| Dylan se vuelve ególatra cuando piensa que su última canción es un éxito número uno en Nigeria; Yasmine recluta a Rebecca para que dirija un comercial para su negocio.                             |           |                                                                      |                           |                                            |                            |            |                      |
| 38 | 4         | «El día libre de Dylan y Charlie» «Dylan & Charlie's Day Off»        | 4 de agosto de 2022       | 25 de septiembre de 2022                   | 10 de enero de 2023        | 302        | —                    |
| Fingiendo estar enfermos para quedarse en casa y no ir a la escuela, Dylan y Charlie planean un día de diversión, pero Rebecca intenta exponer su mentira.                                          |           |                                                                      |                           |                                            |                            |            |                      |
| 39 | 5         | «El regalo no-sorpresa» «The Gift Grift»                             | 15 de septiembre de 2022  | 9 de octubre de 2022                       | 12 de enero de 2023        | 304        | —                    |
| Después de abrir antes y en secreto el regalo de Myles y Yasmine, Dylan busca el modo de enmendar la situación cuando rompe su regalo por accidente.                                                |           |                                                                      |                           |                                            |                            |            |                      |
| 40 | 6         | «Abuso de poder» «Power Trippin»                                     | 22 de septiembre de 2022  | 16 de octubre de 2022                      | 13 de enero de 2023        | 305        | —                    |
| Nombrado vigilante de corredor, Dylan descubre que el trabajo le brinda más de lo que esperaba. Rebecca y Charlie deben probar que pueden hacerse cargo de las tareas de la casa.                   |           |                                                                      |                           |                                            |                            |            |                      |
| 41 | 7         | «Fama, culpa y videojuegos» «Fame, Blame & Video Games»              | 29 de septiembre de 2022  | 23 de octubre de 2022                      | 16 de enero de 2023        | 306        | —                    |
| Dylan y Rebecca forman una pareja despareja para ganar un torneo de videojuegos en la escuela. Por otro lado, Charlie tiene como tarea pintar un retrato de Myles y Yasmine.                        |           |                                                                      |                           |                                            |                            |            |                      |
| 42 | 8         | «Escuela de sábado» «Saturday School»                                | 13 de octubre de 2022     | 30 de octubre de 2022                      | 17 de enero de 2023        | 307        | —                    |
| Después de quedarse dormido en clase debido a que se quedó despierto hasta tarde por una tradición familiar con Myles, Dylan es castigado y debe ir a la escuela el sábado.                         |           |                                                                      |                           |                                            |                            |            |                      |
| 43 | 9         | «La búsqueda de la diversión» «On the Hunt for Fun»                  | 20 de octubre de 2022     | 6 de noviembre de 2022                     | 18 de enero de 2023        | 308        | —                    |
| Después de que Myles y Yasmine implementan una política de "cero tecnología", Dylan, Rebecca y Charlie emprenden una búsqueda del Tesoro para poder recuperar sus cosas.                            |           |                                                                      |                           |                                            |                            |            |                      |
| 44 | 10        | «Esos amigos de Chicago» «The Chi Ones»                              | 27 de octubre de 2022     | 20 de noviembre de 2022                    | 20 de enero de 2023        | 310        | —                    |
| Cuando recibe la visita de que su antiguo grupo de rap de Chicago, Dylan debe decidir entre el pasado con ellos y su futuro como solista.                                                           |           |                                                                      |                           |                                            |                            |            |                      |
| 45 | 11        | «Hombre del Renacimiento» «Renaissance Man»                          | 16 de febrero de 2023     | : 8 de junio de 2023: 9 de junio de 2023   | 29 de junio de 2023        | 319        | —                    |
| 46 | 12        | «La realidad duele» «Reality Bites»                                  | 23 de febrero de 2023     | : 13 de abril de 2023: 14 de abril de 2023 | 19 de junio de 2023        | 311        | —                    |
| 47 | 13        | «¿Vienes a bailar conmigo?» «A Corsage With Your Sabotage»           | 2 de marzo de 2023        | : 20 de abril de 2023: 21 de abril de 2023 | 20 de junio de 2023        | 312        | —                    |
| Dylan y su nueva amiga Tara conspiran para sabotear a Bethany y a su acompañante en el baile de la escuela. Por otro lado, Charlie está a cargo de las decoraciones para el baile.                  |           |                                                                      |                           |                                            |                            |            |                      |
| 48 | 14        | «Maleficios» «Curse This Verse»                                      | 9 de marzo de 2023        | : 27 de abril de 2023: 28 de abril de 2023 | 21 de junio de 2023        | 313        | —                    |
| 49 | 15        | «El director aguafiestas» «Principal Party Pooper»                   | 16 de marzo de 2023       | : 4 de mayo de 2023: 5 de mayo de 2023     | 22 de junio de 2023        | 314        | —                    |
| 50 | 16        | «Lectura Peligrosa» «Burning After Reading»                          | 23 de marzo de 2023       | : 11 de mayo de 2023: 12 de mayo de 2023   | 23 de junio de 2023        | 315        | —                    |
| 51 | 17        | «¿Quién es el jefe?» «Who's the Boss»                                | 30 de marzo de 2023       | : 18 de mayo de 2023: 19 de mayo de 2023   | 26 de junio de 2023        | 316        | —                    |
| 52 | 18        | «El Mejor» «The GOAT»                                                | 6 de abril de 2023        | : 25 de mayo de 2023: 26 de mayo de 2023   | 27 de junio de 2023        | 317        | —                    |
| 53 | 19        | «Entre el Insecticida y la Pared» «Between a Roach and a Hard Place» | 13 de abril de 2023       | : 15 de junio de 2023: 16 de junio de 2023 | 15 de enero de 2024        | 320        | —                    |

### Temporada 4 (2023-2024)
| No. serie | No. temp. | Título                                                                    | Fecha de estreno original | Fecha de estreno en México | Fecha de estreno en España y Latinoamérica | Cod. Prod. | Audiencia (millones) |
| --------- | --------- | ------------------------------------------------------------------------- | ------------------------- | -------------------------- | ------------------------------------------ | ---------- | -------------------- |
| 54        | 1         | «Construye y ellos te seguirán» «Build It and They Will Flow»             | 6 de septiembre de 2023   | 11 de noviembre de 2023    | 16 de enero de 2024                        | 401        | 0.09                 |
| 55        | 2         | «El archienemigo de Dylan» «Dylan's Villain»                              | 13 de septiembre de 2023  | 2 de junio de 2023         | : 1 de junio de 2023: 28 de junio de 2023  | 318        | 0.11                 |
| 56        | 3         | «No hay campamento, no hay problema» «No Camping, No Problem»             | 20 de septiembre de 2023  | 6 de enero de 2024         | 17 de enero de 2024                        | 403        | 0.10                 |
| 57        | 4         | «Wilson vs. Wilson»                                                       | 27 de septiembre de 2023  | 18 de noviembre de 2023    | 18 de enero de 2024                        | 404        | 0.10                 |
| 58        | 5         | «Inteligencia artificial» «Artificial Intelligence»                       | 4 de octubre de 2023      | 25 de noviembre de 2023    | 19 de enero de 2024                        | 405        | 0.14                 |
| 59        | 6         | «Tan fresco, tan limpio» «So Fresh, So Clean»                             | 11 de octubre de 2023     | 13 de enero de 2024        | 22 de enero de 2024                        | 406        | 0.11                 |
| 60        | 7         | «Bailando con los hijos» «Dancing With the Sons»                          | 18 de octubre de 2023     | 20 de enero de 2024        | 23 de enero de 2024                        | 407        | N/A                  |
| 61        | 8         | «La Familia Wilson» «The Wilson Family»                                   | 25 de octubre de 2023     | 21 de abril de 2024        | 8 de abril de 2024                         | 415        | N/A                  |
| 62        | 9         | «Amigas para nunca» «Best Friends For-Never»                              | 1 de noviembre de 2023    | 27 de enero de 2024        | 24 de enero de 2024                        | 408        | N/A                  |
| 63        | 10        | «Foto perfecta» «Picture Perfect»                                         | 8 de noviembre de 2023    | 3 de febrero de 2024       | 25 de enero de 2024                        | 409        | 0.10                 |
| 64        | 11        | «Líbranos de Viola» «Deliver Us From Viola»                               | 15 de noviembre de 2023   | 6 de abril de 2024         | 1 de abril de 2024                         | 410        | N/A                  |
| 65        | 12        | «Muy Picante» «Hot Takes»                                                 | 22 de noviembre de 2023   | 13 de abril de 2024        | 3 de abril de 2024                         | 412        | 0.12                 |
| 66        | 13        | «Comportamiento Modelo» «Model Behavior»                                  | 29 de noviembre de 2023   | 7 de abril de 2024         | 2 de abril de 2024                         | 411        | 0.11                 |
| 67        | 14        | «De Niños A Hombres» «Boyz to Men»                                        | 6 de diciembre de 2023    | 14 de abril de 2024        | 4 de abril de 2024                         | 413        | TBA                  |
| 68        | 15        | «¿Qué Suena?» «What's Poppin'»                                            | 13 de diciembre de 2023   | 20 de abril de 2024        | 5 de abril de 2024                         | 414        | TBA                  |
| 69        | 16        | «Una Navidad en la Camioneta de Repartos» «A Very Delivery Van Christmas» | 20 de diciembre de 2023   | 24 de diciembre de 2024    | 21 de diciembre de 2024                    | 402        | TBA                  |
| 70        | 17        | «Enfrentamiento de Pijamada» «Sleepover Showdown»                         | 27 de diciembre de 2023   | 27 de abril de 2024        | 9 de abril de 2024                         | 416        | TBA                  |
| 71        | 18        | «Más Viralización, Más Problemas» «Mo Viral, Mo Problems»                 | 3 de enero de 2024        | 28 de abril de 2024        | 10 de abril de 2024                        | 417        | TBA                  |
| 72        | 19        | «Rima y Llegarán» «Rhyme It And They Will Come»                           | 10 de enero de 2024       | 4 de mayo de 2024          | 11 de abril de 2024                        | 418        | TBA                  |

### Temporada 5 (2024-2025)
| No. serie | No. temp. | Título                             | Fecha de estreno original | Fecha de estreno en México | Fecha de estreno en España y Latinoamérica | Cod. Prod. | Audiencia (millones) |
| --------- | --------- | ---------------------------------- | ------------------------- | -------------------------- | ------------------------------------------ | ---------- | -------------------- |
| 73        | 1         | «TBA» «The Wrap Battle»            | 18 de diciembre de 2024   | 2025                       | 2025                                       | 501        | -                    |
| 74        | 2         | «TBA» «Red Tails»                  | 26 de febrero de 2025     | -                          | -                                          | 513        | -                    |
| 75        | 3         | «TBA» «Sharing Is Caring»          | 5 de marzo de 2025        | -                          | -                                          | 502        | -                    |
| 76        | 4         | «TBA» «Yours, Mine, and Also Mine» | 12 de marzo de 2025       | -                          | -                                          | 503        | -                    |
| 77        | 5         | «TBA» «Really Young Nova»          | 19 de marzo de 2025       | -                          | -                                          | 504        | -                    |
| 78        | 6         | «TBA» «Trippin'»                   | 26 de marzo de 2025       | -                          | -                                          | 506        | -                    |
| 79        | 7         | «TBA» «The New Kid»                | 2 de abril de 2025        | -                          | -                                          | 507        | -                    |
| 80        | 8         | «TBA» «Star-Crossed Lockers»       | 9 de abril de 2025        | -                          | -                                          | 508        | -                    |
| 81        | 9         | «TBA» «Keep It on the DL»          | 16 de abril de 2025       | -                          | -                                          | 509        | -                    |
| 82        | 10        | «TBA» «Betting on Booder»          | 23 de abril de 2025       | -                          | -                                          | 505        | -                    |
| 83        | 11        | «TBA» «Crush Groove»               | 23 de abril de 2025       | -                          | -                                          | 512        | -                    |
| 84        | 12        | «TBA» «Dream Team»                 | 30 de abril de 2025       | -                          | -                                          | 510        | -                    |
| 85        | 13        | «TBA» «Funcle»                     | 30 de abril de 2025       | -                          | -                                          | 511        | -                    |

## Producción
El 2 de octubre de 2019, se anunció en The Ellen DeGeneres Show que Nickelodeon y Tyler Perry se habían unido para crear una serie de comedia sobre un rapero de 10 años con un título provisional de Young Dylan. Tyler Perry se desempeña como escritor de la serie, mientras que Tyler Perry Studios produce la serie. La serie está protagonizada por Dylan Gilmer como Young Dylan. El 23 de enero de 2020, se anunció el elenco de la serie. Además de Dylan Gilmer, el elenco también incluye a Carl Anthony Payne II, Mieko Hillman, Celina Smith, Hero Hunter y Aloma Wright. Tyler Perry también se desempeña como productor ejecutivo y director de la serie. Michelle Sneed se desempeña como productora ejecutiva. Will Areu y Mark E. Swinton se desempeñan como productores. Jet Miller también se incluyó en el elenco principal como Bethany, la amiga de Rebecca.
El 19 de febrero de 2020, se anunció que Young Dylan de Tyler Perry, anteriormente Young Dylan, se estrenaría el 29 de febrero de 2020. La serie recibió un pedido de 14 episodios.
El 18 de marzo de 2021 fue renovada para una segunda temporada, la cual se emitió durante 2021. Tiempo después, el 11 de noviembre de 2021 fue renovada para una tercera temporada de 20 episodios, de los cuales se emitieron 19 entre los días 19 de junio de 2022 y 13 de abril de 2023, resultando un episodio sobrante sin emitir. El 6 de marzo de 2023 se anunció la renovación de la serie para una cuarta temporada la cual comenzó su emisión el 6 de septiembre de 2023, contando con un total de 19 episodios dado que el episodio sobrante sin emitir de la temporada 3 fue añadido a esta temporada, esta temporada finalizó su emisión el 10 de enero de 2024. Posteriormente, el 3 de julio de 2024 la serie fue renovada para una quinta temporada compuesta de 13 episodios, programada para comenzar su emisión el 18 de diciembre de 2024. El 2 de mayo de 2025 se anunció que la serie no sería renovada para más temporadas.

## Premios y nominaciones
| Año  | Premio              | Nominado                                    | Categoría                                         | Resultado | Ref.   |
| ---- | ------------------- | ------------------------------------------- | ------------------------------------------------- | --------- | ------ |
| 2025 | Kids' Choice Awards | Tyler Perry's Young Dylan                   | Programa infantil favorito                        | Nominado  | [ 24 ] |
| 2025 | Kids' Choice Awards | Dylan Gilmer por su papel de Young Dylan    | Estrella de televisión masculina favorita (niños) | Nominado  | [ 24 ] |
| 2025 | Kids' Choice Awards | Hero Hunter por su papel de Charlie Wilson  | Estrella de televisión masculina favorita (niños) | Nominado  | [ 24 ] |
| 2025 | Kids' Choice Awards | Celina Smith por su papel de Rebecca Wilson | Estrella de televisión femenina favorita (niños)  | Nominada  | [ 24 ] |